# Oleg Valerjevics Kotov
Oleg Valerjevics Kotov (oroszul: Олег Валерьевич Котов; Szimferopol, 1965. október 27. –) orosz orvos, a légierő ezredese, űrhajós. A Szojuz TMA–10, a Szojuz TMA–17 és a Szojuz TMA–10M parancsnoka, valamint a Nemzetközi Űrállomás 15. személyzetének fedélzeti mérnöke volt.

## Élete
1982-ben Moszkvában végezte el a középiskolát, ezt követően belépett a Kirov Katonaorvosi Akadémia hallgatói közé. 1988-ban diplomázott, 1988 novemberétől 1990 decemberéig a Légierő Központi Kórházában dolgozott. A kórház munkatársaként a Jurij Gagarin Űrhajózási Központban kutatóorvosként a magasságélettan és űrrepülés-hatások problémáival foglalkozott. Nagy gyakorlatot szerzett a Mir űrállomás űrhajósainak felkészítésénél, mint edző és támogató orvos az orvosbiológia és a tudományos képzések (edzések) terén. Kiváló könnyűbúvár ismeretei jól segítették a vízalatti gyakorlatok végzését. 1992-től repülőgép ismereteket tanult, majd kiváló szakmai vizsgát tett. 1996-ban megkezdte tanulmányait a Kacsai Katonai Repülési Pilóta Főiskolán, ahol 1998-ban diplomázott. 1996-ban választották ki űrhajósjelöltnek, 1998-ra befejezte az alapkiképzést, teszt-űrhajós-képzettséget kapott. 1998 májusától biztonsági mentéseket gyakorolt egy a Szojuz űrhajón, mert kijelölték a MÍR 26. személyzetébe. A nemzetközi űrpolitikai változások következtében, 1998-ban tanulóként beosztották az ISS-es történő szakmai tevékenység végzésének elsajátításra. 1999-ben sikeresen megvédte felkészítésének vizsgáját. 2002 októberétől 2003 márciusig Szojuz TMA parancsnokként edzett a biztonsági mentőegységben. 2004 februárjától 2005 októberig az ISS-13 biztonsági mentőlegénység mérnökként edzett. A Columbia űrrepülőgép balesetet és átmenetet félbeszakította a programot.

## Űrrepülés
Ő Oroszország századik a világ 452-ik űrhajósa. 2007 áprilistól októberig az első orvos lett, akire rábízták a „Szojuz" űrhajó irányítását, a ISS-15. űrexpedíció tagjaként dolgozott Fjodor Nyikolajevics Jurcsihin űrhajóssal és Charles Simonyi magyar származású amerikai űrturistával együtt. Kotov nemcsak kitűnően látta el a pilótai feladatokat, hanem sikeresen teljesítette az űrrepülés egész bonyolult programját. Az űrutazás során többek között két, összesen 11 óra 47 percig tartó űrsétát is végzett. 197 nap elteltével tért vissza a Földre.
A most visszaérkezett három űrhajós 2009. december 20-án indultak az ISS-re, ahol kollégáikkal együtt három amerikai űrrepülőgépet és két Progressz-M teherűrhajót fogadtak. Kotov parancsnok csapata áthelyezte a Szojuz TMA-17 űrhajót az állomás egyik moduljáról a másikra, s Kotov Makszim Szurajevvel együtt januárban kilépett a világűrbe, ahol 5 óra 44 percen keresztül végeztek munkálatokat.
A Moszkva melletti Repülésirányítási Központ közlése szerint a Szojuz TMA–17 űrhajó visszatérő egysége Oleg Kotov parancsnokkal, Timothy Creamer és Szoicsi Nogucsi fedélzeti mérnökkel a fedélzetén földet ért. A földet érés közép-európai idő szerint 2010. június 2-án 5 óra 25 perckor történt az előre kijelölt körzetben, a kazahsztáni Zsezkazgan város közelében, 145 kilométerrel délkeletre. A három űrhajós ezt megelőzően a 22. és a 23. személyzet tagjaként hat hónapot, 163 napot töltött a Nemzetközi Űrállomás fedélzetén.